# Ptyelus
Ptyelus is een geslacht van halfvleugeligen uit de familie Aphrophoridae. De wetenschappelijke naam van dit geslacht werd voor het eerst geldig gepubliceerd in 1825 door Amédée Louis Michel le Peletier en Jean Guillaume Audinet-Serville.

## Soorten
Het geslacht Ptyelus omvat de volgende soorten:
- Ptyelus affinis Distant, 1908
- Ptyelus caffer Stål, 1854
- Ptyelus cinereus Distant, 1916
- Ptyelus colonus Jacobi, 1943
- Ptyelus declaratus Melichar, 1903
- Ptyelus discifer Walker, 1851
- Ptyelus flavescens (Fabricius, 1794)
- Ptyelus goudoti (Bennett, 1833)
- Ptyelus grossus (Fabricius, 1781)
- Ptyelus hambantotensis Distant, 1916
- Ptyelus hirsutus (Kirby, 1891)
- Ptyelus hottentoti (Cogan, 1916)
- Ptyelus ignambianus Distant, 1920
- Ptyelus inconspicuus Distant, 1908
- Ptyelus inermis Montrouzier, 1861
- Ptyelus integratus Walker, 1858
- Ptyelus irroratus (Spinola, 1850)
- Ptyelus iturianus Lallemand, 1939
- Ptyelus jayakari Distant, 1916
- Ptyelus lineolus Montrouzier, 1861
- Ptyelus mahei Distant, 1909
- Ptyelus majusculus Distant, 1908
- Ptyelus mexicanus (Spinola, 1850)
- Ptyelus montaguei Distant, 1920
- Ptyelus nebulus (Turton, 1802)
- Ptyelus niger Lallemand, 1920
- Ptyelus nocturnus Distant, 1920
- Ptyelus pampaianus Distant, 1920
- Ptyelus panieanus Distant, 1920
- Ptyelus pectoralis Walker, 1870
- Ptyelus perroti Lallemand, 1920
- Ptyelus phaleratus (Spinola, 1850)
- Ptyelus porrigens Walker, 1858
- Ptyelus rhoonensis Distant, 1920
- Ptyelus schmidti Metcalf, 1962
- Ptyelus sexmaculatus Montrouzier, 1861
- Ptyelus sexvittatus Walker, 1851
- Ptyelus speciosus Lallemand, 1927
- Ptyelus subfasciatus Walker, 1851
- Ptyelus sulcatus Distant, 1908
- Ptyelus tamahonis Matsumura, 1940
- Ptyelus transfasciatus Lallemand, 1927
- Ptyelus vittatus Kato, 1933